# Región del Este (Camerún)
La región del Este es una de las diez regiones de la República de Camerún, cuya capital es la ciudad de Bertoua.

## Geografía
El suelo del Este es predominantemente ferralítico, rica en hierro y color rojo. El sur de las tres cuartas partes de la región se compone de rocas metamórficas, como gneis, esquisto, mica, y migmatite. A partir de aproximadamente el nivel de Bertoua y yendo al norte, sin embargo, el granito se convierte en el componente más abundante en la tierra. Si bien la región se destaca por la abundancia de plantas, no es particularmente fértil debido a la lixiviación causada por el ambiente húmedo.

## Departamentos
Esta región camerunesa posee una subdivisión interna compuesta por unos cuatro departamentos a saber: 
- Boumba-et-Ngoko
- Haut-Nyong
- Kadey
- Lom-et-Djérem

## Territorio y población
La región del Este es poseedora de una superficie de 109.011 kilómetros cuadrados. Dentro de la misma reside una población compuesta por unas 836.906 personas (cifras del censo del año 2005). La densidad poblacional dentro de esta provincia es de 7,68 habitantes por kilómetro cuadrado.
- Datos: Q845168
- Multimedia: East Region (Cameroon) / Q845168